# Fred Heineman
Fredrick (Fred) Heineman (ur. 28 grudnia 1929, zm. 20 marca 2010) – amerykański polityk, członek Partii Republikańskiej. W latach 1995–1997 był przedstawicielem czwartego okręgu wyborczego w stanie Karolina Północna do Izby Reprezentantów Stanów Zjednoczonych.